# Friedrich Gennrich
Friedrich Gennrich (ur. 27 marca 1883 w Colmar, zm. 22 września 1967 w Langen) – niemiecki muzykolog i filolog.

## Życiorys
Studiował filozofię oraz filologię romańską, germańską i angielską na uniwersytecie w Strasburgu oraz pod kierunkiem Josepha Bédiera na Sorbonie. Uczył się też romanistyki u Gustava Gröbera i muzykologii u Friedricha Ludwiga. W 1908 roku uzyskał na uniwersytecie w Strasburgu tytuł doktora na podstawie pracy Le Romans de la dame à la lycorne et du biau chevalier au lyon. Ein Abenteuerroman aus dem 1. Drittel des 14. Jahrhunderts. Po studiach pracował jako nauczyciel gimnazjalny w Strasburgu, a od 1919 roku we Frankfurcie nad Menem. W latach 1921–1964 był wykładowcą muzykologii na uniwersytecie we Frankfurcie nad Menem. W 1925, 1926 i 1928 roku odbywał podróże badawcze do Włoch i Francji, gdzie zbierał materiały źródłowe. W 1927 roku uzyskał habilitację w dziedzinie muzykologii, a w 1929 roku z filologii.
W swojej pracy badawczej zajmował się twórczością średniowiecznych trubadurów, truwerów oraz minnesängerów. Podkreślał związek tekstu z muzyką w poezji starofrancuskiej i prowansalskiej. Przykładał dużą wagę do badań źródłowych, prowadząc pogłębione analizy źródłowo-krytyczne oraz przygotowując prace bibliograficzne dotyczące rękopisów i edycje źródłowe zabytków muzyki średniowiecznej. Od 1938 roku kierował serią wydawniczą „Literarhistorisch-musikwissenschaftliche Abhandlungen”. Po II wojnie światowej redagował samodzielnie serie „Musikwissenschaftliche Studien-Bibliothek” (1946–1965) i „Summa musicae medii aevi” (1957–1967).

## Ważniejsze prace
(na podstawie materiałów źródłowych)
- Musikwissenschaft und romanische Philologie (Halle 1918)
- Der musikalische Vortrag der altfranzösischen Chansons de geste (Halle 1923)
- Die altfranzösische Rotrouenge (Halle 1925)
- Das Formproblem des Minnesangs (Halle 1931)
- Grundriss einer Formenlehre des mittelalterlichen Liedes (Halle 1932)
- Die Strassburger Schule für Musikwissenschaft (Würzburg 1940)
- Abriss der französischen Mensuralnotation (Nieder-Modau 1946; 2. wyd. Darmstadt 1956)
- Abriss der Mensuralnotation des XIV. und der 1. Hälfte des XV. Jahrhunderts (Nieder-Modau 1948)
- Melodien altdeutscher Lieder (Darmstadt 1954)
- Franco von Köln, Ars Cantus Mensurabilis (Darmstadt 1955)
- Die Wimpfener Fragmente der Hessischen Landesbibliothek (Darmstadt 1958)
- Der musikalische Nachlass der Troubadours (Darmstadt 1960)